# Carmarthenshire Railway
Die Carmathenshire Railway war eine britische Eisenbahngesellschaft in Südwales. 
Die Gesellschaft wurde am 3. Juni 1802 gegründet. Zwischen 1804 und 1806 eröffnete die Carmathenshire Railway eine pferdebetriebene Bahnstrecke zwischen Llanelli und Gorslas. Der Carmathenshire Railway war kein Erfolg beschieden. 1844 wurde eine freiwillige Liquidation der Gesellschaft eingeleitet, nach deren Ende die Strecke abgebaut wurde. 
1875 erwarb die Llanelly and Mynydd Mawr Railway für 1400 £ die noch vorhandene Infrastruktur. 